# 「母」
『「母」』（はは）は、2003年3月19日に発売された林明日香の2枚目のシングル。発売元は東芝EMI。

## 解説
- 「母」は、TBS系音楽番組『COUNT DOWN TV』3月度オープニングテーマ曲。
- 「お願い」は、フジテレビ系『金曜エンタテイメント』エンディングテーマ曲。

## 収録曲
1. 「母」
2. お願い
3. 「母」（Instrumental）